# Beaulieu-les-Fontaines
Beaulieu-les-Fontaines – miejscowość i gmina we Francji, w regionie Hauts-de-France, w departamencie Oise.
Według danych na rok 1990 gminę zamieszkiwało 470 osób, a gęstość zaludnienia wynosiła 37 osób/km² (wśród 2293 gmin Pikardii Beaulieu-les-Fontaines plasuje się na 556. miejscu pod względem liczby ludności, natomiast pod względem powierzchni na miejscu 288.).